# Michael Umaña
Michael Umaña Corrales (Santa Ana, San José, Costa Rica, 16 de julio de 1982) es un exfutbolista costarricense que jugaba como defensa.

## Trayectoria

### A. D. Carmelita
Michael Umaña debutó en Primera División con Carmelita el 7 de noviembre de 1999, en un partido que enfrentó al Puntarenas en el Estadio "Lito" Pérez. El defensa fue titular del entrenador español Juan Luis Hernández, salió de cambio a partir del segundo tiempo por Luis Diego Mejías y el marcador terminó en derrota por 2-1.
El futbolista comenzó a tener más protagonismo a partir de la segunda cuadrangular de la temporada 1999-00, cuando el cuadro carmelo era dirigido por el alemán Ulrich Kowalczyk.
El 12 de agosto de 2001, Umaña convirtió el primer gol de su carrera sobre el Herediano en el Estadio Rosabal Cordero, que ponía el empate transitorio de 1-1. Su club cayó en esa oportunidad con cifras de 4-2. El 21 de noviembre fue expulsado por primera vez en el juego de visita contra el Deportivo Saprissa, tras agredir a Álvaro Saborío al minuto 87'. La temporada 2001-02 fue la de mayor regularidad para el jugador, esto después de alcanzar cuarenta apariciones y marcar cuatro tantos.
Disputó su última campaña como carmelo en el periodo 2002-03.

### C. S. Herediano
El 11 de junio de 2003, Umaña fue presentado como nuevo refuerzo del Herediano.
Debutó con la camiseta rojiamarilla el 17 de agosto de 2003, por la primera fecha del Torneo de Apertura contra Ramonense. Umaña completó la totalidad de los minutos en la victoria de visita por 2-0. El 30 de noviembre hizo su primer gol de la campaña sobre el Cartaginés, que permitió sentenciar el triunfo de 1-2. El 2 de mayo de 2004, alcanza el título del Torneo de Clausura y su equipo accede a la final nacional ante el Deportivo Saprissa, la cual perdió y donde Michael fue titular en los dos juegos de la serie.
En competición internacional se estrenó el 23 de septiembre de 2004, por la primera ronda de ida frente al Tauro de Panamá en la Copa Interclubes de UNCAF. Michael fue titular en la victoria 0-3 como visitante.

### Los Angeles Galaxy
El 3 de enero de 2005, el club estadounidense de Los Angeles Galaxy se mostró interesado en adquirir los servicios de Umaña. Tras negociaciones, el 18 de enero oficializa la firma de contrato del jugador por dos años a préstamo con opción de compra. Debutó en la Major League Soccer el 2 de abril jugando 59 minutos de la derrota 3-0 ante el Columbus Crew. El 28 de septiembre se proclamó campeón de la U.S. Open Cup al vencer 1-0 al Dallas. El 13 de noviembre consiguió el título de liga tras superar al New England Revolution en la final.

### C. S. Herediano
El 2 de enero de 2006, el defensa regresó al Herediano tras finalizar el préstamo. En el Torneo de Clausura tuvo solo dos apariciones antes de ser cedido al Brujas.

### Brujas F. C.
Debutó como jugador del Brujas el 15 de febrero de 2006, siendo titular en el empate 1-1 contra el Cartaginés. Anotó su primer gol el 25 de febrero sobre el Puntarenas. Para esta competencia obtuvo once presencias.

### C. S. Herediano
Disputó la temporada 2006-07 de vuelta en el Herediano, alcanzando 36 apariciones. Posteriormente realizó una prueba en el Moadon Sport Ashdod de Israel, pero este conjunto decidió no contratarlo. Ante esto, el 24 de julio de 2007 negoció su salida del equipo florense a pesar de que le restaba un año de contrato.

### Municipal Liberia
El 25 de julio de 2007, Umaña firmó por tres temporadas en el Municipal Liberia. Se estrenó el 29 de julio por la primera fecha del Campeonato de Invierno contra Alajuelense en la derrota por 4-1. Hizo su primer tanto el 19 de enero de 2008, por el Campeonato de Verano sobre el Pérez Zeledón.
El 26 de mayo de 2009, Umaña conquistó el Campeonato de Verano después de que su equipo venciera al Herediano en la final de vuelta con marcador de 0-3. El defensa fue quien se encargó de abrir la cuenta al minuto 57' cuando cobró un penal.

### Chivas USA
A partir del 25 de enero de 2010, Michael se unió a los entrenamientos de pretemporada con el Chivas USA de la Major League Soccer. Previo a esto, el jugador se encontraba realizando una prueba en Inglaterra con un equipo de la quinta división de ese país. Finalmente, el 12 de marzo se confirmó su fichaje al equipo estadounidense de forma oficial y fue elogiado por el entrenador Martín Vásquez, quien había hecho la petición de traer al futbolista. Debutó en la liga el 26 de marzo como titular en la pérdida 0-1 frente al Colorado Rapids.

### Comunicaciones F. C.
El 23 de diciembre de 2011, Michael sonó como uno de los posibles fichajes del Comunicaciones. El 31 de diciembre se oficializa su llegada al club crema por recomendación del nuevo entrenador Ronald González. Debutó el 15 de enero de 2012 en la victoria por 0-1 ante el Deportivo Petapa.
El 17 de diciembre de 2012, se proclama campeón del Torneo de Apertura al derrotar a Municipal en la final.

### Deportivo Saprissa
El 24 de enero de 2013, el jugador llegó a un acuerdo para firmar en el Deportivo Saprissa por un año. Se estrenó como saprissista el 10 de febrero ante el Puntarenas por la quinta fecha del Campeonato de Verano. Umaña ingresó de cambio al minuto 85' por Cristhian Lagos y el partido concluyó empatado a dos goles. Marcó su primera anotación el 23 de febrero sobre Limón. Terminó su primera competencia con catorce apariciones y logró dos tantos.
El 4 de agosto de 2013, alcanza su primer título con Saprissa tras ganar en penales la final del Torneo de Copa sobre Carmelita, en el Estadio Nacional. El 10 de mayo de 2014 obtuvo el cetro del Campeonato de Verano mediante la victoria global de 1-0 contra Alajuelense.

### Persépolis F. C.
El 11 de agosto de 2014, Michael declinó la oferta de renovación del Saprissa y optó por ir al Persépolis de Irán, equipo que lo firmó por dos años. Su presentación formal se dio el 17 de agosto. Su debut se produjo el 25 de agosto con el empate 1-1 ante el Padideh.

### Municipal Liberia
El 5 de julio de 2016, Michael regresó a Costa Rica y se confirmó su regreso al Municipal Liberia. Aunque pudo participar en cinco juegos del Campeonato de Invierno, el 1 de septiembre dejó el club por una situación familiar.

### L. D. Alajuelense
El 7 de septiembre de 2016, el equipo Alajuelense hace oficial la llegada de Umaña. El 25 de abril de 2017 se anunció su salida tras no alcanzar un acuerdo de renovación.

### C. S. Cartaginés
El 19 de junio de 2017, Umaña se convirtió en nuevo refuerzo del Cartaginés. Solamente participó en tres encuentros del Torneo de Apertura.

### F. C. Pars Jonoubi Jam
El 13 de agosto de 2017, el cuadro Cartaginés recibió una retribución económica por permitir la salida del zaguero al Pars Jonoubi Jam de Irán. Fue presentado formalmente el 23 de agosto. Tuvo siete participaciones en liga de las cuales concretó un gol.

### C. S. Cartaginés
El 8 de enero de 2018, volvió a su país para incorporarse de nuevo al Cartaginés.

### Comunicaciones F. C.
El 15 de mayo de 2018, fue anunciado su retorno al Comunicaciones de Guatemala. El 8 de junio de 2021 se da su salida del equipo.

### Santos de Guápiles
El 15 de junio de 2021, el Santos de Guápiles oficializa el fichaje de Michael al equipo.

## Selección nacional

### Categorías inferiores
El 13 de septiembre de 2003, Michael jugó la eliminatoria previa al Preolímpico de Concacaf, en la victoria por 15-0 sobre Belice.
El 6 de enero de 2004, el estratega Rodrigo Kenton anunció la lista de convocados para jugar el Preolímpico de Concacaf con la Selección Sub-23 en la que Umaña fue incluido. Enfrentó los tres juegos del grupo donde su país ganó sobre Jamaica (3-0), Trinidad y Tobago (4-0) y empató contra México (1-1). El 10 de febrero, con el triunfo 2-0 ante Honduras en semifinales, la escuadra costarricense aseguró un puesto a los Juegos Olímpicos. Dos días después se quedó con el segundo lugar de la competencia tras perder la final por 1-0 frente a los mexicanos.
Umaña disputó el torneo masculino de los Juegos Olímpicos de Atenas 2004, donde fue titular en los tres partidos de la fase de grupos contra Marruecos (0-0), Irak (derrota 0-2) y Portugal (victoria 4-2). El 21 de agosto se dio la eliminación del cuadro costarricense en cuartos de final por Argentina con cifras de 4-0.

#### Participaciones en inferiores
| Evento                          | Sede   | Resultado        | Posición | Partidos | Goles |
| ------------------------------- | ------ | ---------------- | -------- | -------- | ----- |
| Preolímpico de Concacaf de 2004 | México | Subcampeón       | 2/8      | 5        | 0     |
| Juegos Olímpicos de 2004        | Atenas | Cuartos de final | 8/16     | 4        | 0     |

### Selección absoluta
Michael Umaña debutó con la Selección de Costa Rica el 4 de junio de 2004, en un amistoso llevado a cabo en la cancha del hotel Tilajari de San Carlos, frente al combinado de Nicaragua. El defensa entró de cambio por Gilberto Martínez en la victoria por 5-1.
El 26 de junio de 2004, el futbolista fue convocado por Jorge Luis Pinto para enfrentar la Copa América. Umaña se quedó como suplente en los partidos de fase de grupos que terminaron en derrotas contra Paraguay (0-1) y Brasil (4-1), así como de la victoria 2-1 sobre Chile. Su selección quedó eliminada en cuartos de final por Colombia (2-0).
El 11 de febrero de 2005, Umaña fue incluido en la nómina de Pinto que disputó la Copa de Naciones UNCAF. Debutó en la competencia el 21 de febrero, como titular en la totalidad de los minutos en la victoria 2-1 sobre El Salvador. Asimismo dos días después fue estelar en el triunfo 1-0 ante Panamá. Su selección venció a Guatemala por las semifinales y se sobrepuso en penales para el último juego frente a Honduras, para proclamarse campeón del área.

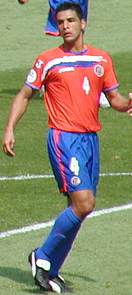
Umaña en el Mundial 2006.

Michael fue parte de la convocatoria del entrenador Alexandre Guimarães que disputó la Copa de Oro de la Concacaf 2005. Jugó su primer partido del torneo el 7 de julio en el Qwest Field contra Canadá, donde alcanzó la totalidad de los minutos en la victoria por 0-1. Luego estuvo como estelar en los duelos restantes del grupo frente a Cuba (3-1) y Estados Unidos (0-0). El 16 de julio se presentó la eliminación de su por 3-2 en cuartos de final ante Honduras.
El 7 de octubre de 2005, su selección se aseguró un puesto directo al Mundial de 2006 tras la victoria 3-0 sobre Estados Unidos.
El 1 de mayo de 2006, Umaña entró en la convocatoria Guimarães para enfrentar la Copa Mundial en Alemania. Fue titular en los tres partidos de la fase de grupos que terminaron en derrotas contra el anfitrión Alemania (4-2), Ecuador (3-0) y Polonia (1-2).
El 17 de febrero de 2007, Umaña conquista su segundo título en la Copa de Naciones UNCAF, al derrotar en penales a Panamá.
El 14 de enero de 2009, Michael recibió la convocatoria de la selección dirigida por Rodrigo Kenton para disputar la Copa de Naciones UNCAF. Debutó el 23 de enero por la primera fecha ante Panamá, donde salió expulsado en la victoria por 3-0. El 1 de febrero, su equipo perdió la final contra los panameños en la serie de penales, quedando subcampeón del torneo.
El 14 de octubre de 2009, Umaña fue suplente en el partido que enfrentó a Estados Unidos por la última jornada de la hexagonal eliminatoria, dándose el resultado empatado de 2-2 en el último minuto. Con esto, su selección dirigida por René Simões debió disputar una repesca contra el quinto de la eliminatoria de Conmebol. El jugador participó en la serie contra Uruguay y fue titular en los dos encuentros, donde su país se quedó sin la oportunidad mundialista tras la derrota por 2-1 en el global.
Empezó la eliminatoria mundialista de Concacaf el 8 de junio de 2012, con el empate de local 2-2 contra El Salvador.
El 7 de enero de 2013, Michael fue tomado en cuenta en la nómina de Jorge Luis Pinto para participar en la Copa Centroamericana. El 18 de enero fue titular en la totalidad de los minutos contra Belice (victoria 1-0), dos días después repitió frente a Nicaragua (triunfo 2-0), y el 22 de enero fue suplente en el empate 1-1 ante Guatemala. El 25 de enero fue parte de la victoria 1-0 sobre El Salvador en semifinales y dos días después, en la final contra Honduras en el Estadio Nacional, su escuadra ganó por 1-0 y consiguió el título de la región.
Durante el 2013 fue regular en las alineaciones de Pinto para la hexagonal, etapa en la celebró su primer gol internacional el 26 de marzo sobre Jamaica. El 10 de septiembre consiguió la clasificación al Mundial 2014 a falta de dos fechas para la conclusión de la eliminatoria.

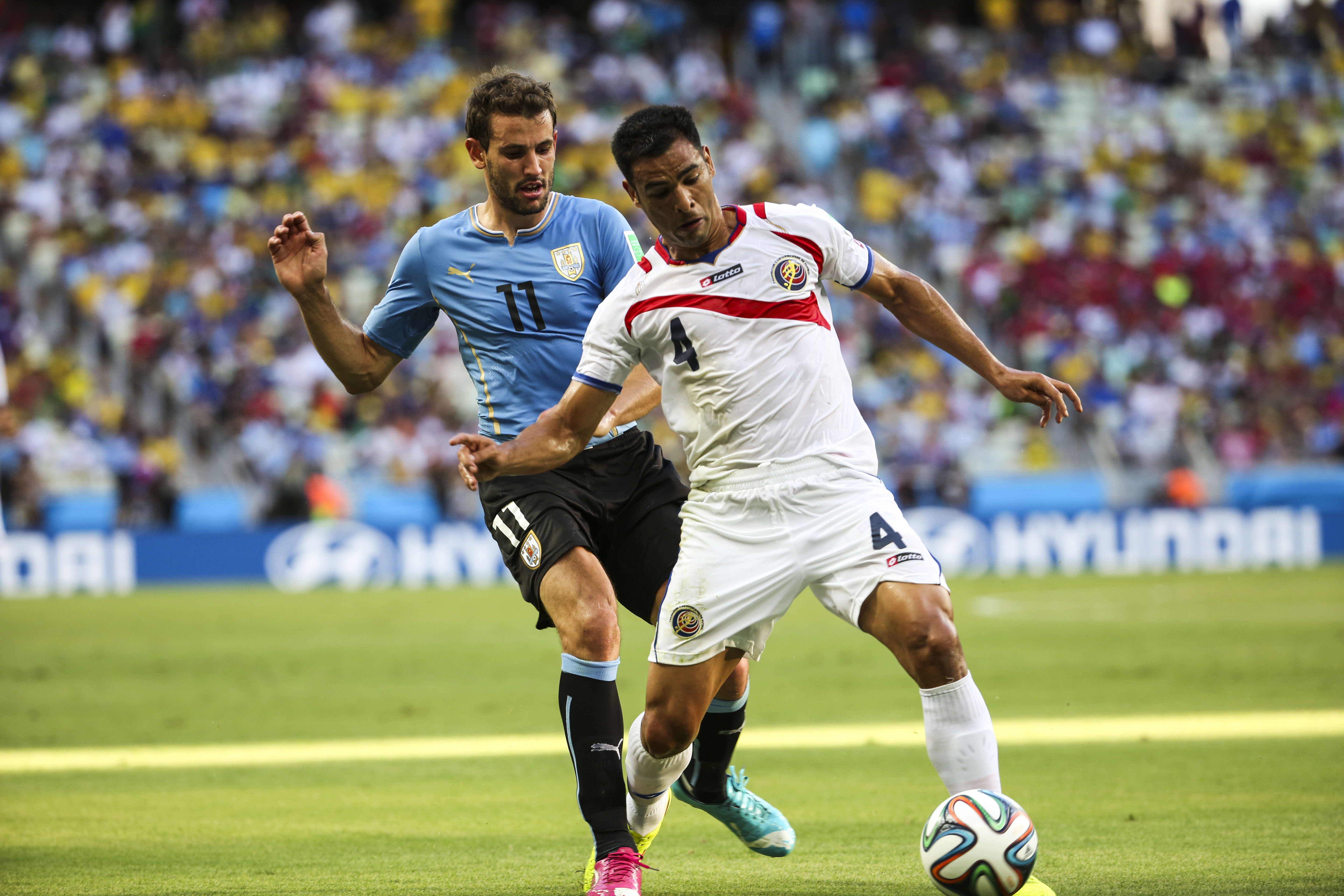
Michael defendiendo el balón en el Mundial 2014.

El 12 de mayo de 2014, el entrenador de la selección costarricense, Jorge Luis Pinto, incluyó a Umaña en la convocatoria preliminar con miras a la Copa Mundial de Brasil. Finalmente, fue confirmado en la nómina definitiva de veintitrés jugadores el 30 de mayo. El 14 de junio fue la primera fecha del certamen máximo, en la que su grupo enfrentó a Uruguay en el Estadio Castelão de Fortaleza. Michael participó en la totalidad de los minutos y pese a tener el marcador en contra, su nación logró revertir la situación y ganó con cifras de 1-3. El 20 de junio, en la Arena Pernambuco contra Italia, el defensa repetiría su posición como titular en la victoria ajustada 0-1. Para el compromiso de cuatro días después ante Inglaterra en el Estadio Mineirão, el resultado se consumió empatado sin goles. El 29 de junio, por los octavos de final contra Grecia, la serie se llevó a los penales para decidir al clasificado y su conjunto triunfó mediante las cifras de 5-3, donde Umaña contribuyó con un tiro exitoso. Su participación concluyó el 5 de julio, como titular los 120 minutos en la pérdida en penales contra Países Bajos, después de haber igualado 0-0 en el tiempo regular y que Michael erró su lanzamiento.
El 23 de junio de 2015, el estratega Paulo Wanchope entregó la lista de convocados para enfrentar la Copa de Oro de la Concacaf, de la cual Michael fue incluido. Participó en uno de los tres juegos de la fase de grupos que concluyeron en empates contra Jamaica (2-2), El Salvador (1-1) y Canadá (0-0). El 19 de julio, fue suplente en la pérdida 1-0 en tiempo suplementario ante México, por la serie de cuartos de final.
El 2 de mayo de 2016, el director técnico Óscar Ramírez anunció la lista preliminar de 40 jugadores que podrían ser considerados para jugar la Copa América Centenario donde se incluyó a Michael. El 16 de mayo terminó siendo ratificado en la nómina que viajó a Estados Unidos, país organizador del evento. El 4 de junio se llevó a cabo el primer juego del torneo contra Paraguay en el Estadio Citrus Bowl de Orlando. Michael quedó en la suplencia en el empate sin goles. Tres días después, fue nuevamente suplente en la derrota por 4-0 ante Estados Unidos. El 11 de junio estuvo sin ver acción del último juego del grupo que finalizó en victoria por 2-3 sobre Colombia en el Estadio NRG de Houston. Con los resultados presentados, la escuadra costarricense se ubicó en el tercer puesto con cuatro puntos y por lo tanto eliminada de la competencia.
El 2 de enero de 2017, el defensa se hizo con un lugar en la lista de jugadores de Ramírez que participaron en la Copa Centroamericana. Estuvo en cuatro de los cinco compromisos que disputó su equipo.
El jugador fue incluido, el 16 de junio de 2017, en la nómina para la realización de la Copa de Oro de la Concacaf que tuvo lugar en Estados Unidos. El 7 de julio se disputó el primer encuentro del certamen en el Red Bull Arena de Nueva Jersey, lugar donde se efectuó el clásico centroamericano contra Honduras. Michael Umaña permaneció en la suplencia y, por otra parte, su compañero Rodney Wallace brindó una asistencia a Marco Ureña al minuto 38' para que concretara el único gol de su nación de la victoria ajustada de 0-1. Cuatro días posteriores se dio el segundo cotejo ante Canadá en el BBVA Compass Stadium, escenario en el cual prevaleció la igualdad a un tanto. El 14 de julio tuvo su debut en el último compromiso por el grupo frente a Guayana Francesa en el Estadio Toyota de Frisco, Texas. El conjunto de Costa Rica se impuso 3-0 para asegurar un lugar a la siguiente ronda como líder de la tabla con siete puntos. Su selección abrió la jornada de los cuartos de final el 19 de julio en el Lincoln Financial Field de Filadelfia, Pensilvania, contra Panamá. Un testarazo del rival Aníbal Godoy mediante un centro de David Guzmán, al minuto 76', provocó la anotación en propia puerta de los panameños, lo que favoreció a su combinado en la clasificación a la otra instancia por el marcador de 1-0. La participación de su escuadra concluyó el 22 de julio en el AT&T Stadium, con la única pérdida en semifinales de 0-2 ante Estados Unidos.
El 7 de octubre de 2017, estuvo en la suplencia en el compromiso donde su selección selló la clasificación al Mundial de Rusia tras el empate 1-1 contra Honduras en el último minuto. Umaña jugó su último partido el 10 de octubre, con la derrota 2-1 ante Panamá.

#### Participaciones internacionales
| Evento                          | Sede                    | Resultado        | Posición | Partidos | Goles |
| ------------------------------- | ----------------------- | ---------------- | -------- | -------- | ----- |
| Copa América 2004               | Perú                    | Cuartos de final | 8/12     | 0        | 0     |
| Copa de Naciones UNCAF 2005     | Guatemala               | Campeón          | 1/7      | 4        | 0     |
| Copa de Oro de la Concacaf 2005 | Estados Unidos          | Cuartos de final | 5/12     | 4        | 0     |
| Copa Mundial de 2006            | Alemania                | Fase de grupos   | 31/32    | 3        | 0     |
| Copa de Naciones UNCAF 2007     | El Salvador             | Campeón          | 1/7      | 3        | 0     |
| Copa de Naciones UNCAF 2009     | Honduras                | Subcampeón       | 2/7      | 3        | 0     |
| Copa Centroamericana 2013       | Costa Rica              | Campeón          | 1/7      | 4        | 0     |
| Copa de Oro de la Concacaf 2013 | Estados Unidos          | Cuartos de final | 5/12     | 3        | 0     |
| Copa Mundial de 2014            | Brasil                  | Cuartos de final | 8/32     | 4        | 0     |
| Copa de Oro de la Concacaf 2015 | Estados Unidos · Canadá | Cuartos de final | 7/12     | 1        | 0     |
| Copa América Centenario         | Estados Unidos          | Fase de grupos   | 10/16    | 0        | 0     |
| Copa Centroamericana 2017       | Panamá                  | Cuarto lugar     | 4/6      | 4        | 0     |
| Copa de Oro de la Concacaf 2017 | Estados Unidos          | Semifinales      | 4/12     | 1        | 0     |

#### Participaciones en eliminatorias
| Evento                     | Sede      | Resultado   | Posición | Partidos | Goles |
| -------------------------- | --------- | ----------- | -------- | -------- | ----- |
| Clasificación Mundial 2006 | Alemania  | Clasificado | 3.ª      | 4        | 0     |
| Clasificación Mundial 2010 | Sudáfrica | Eliminado   | 4.ª      | 9        | 0     |
| Clasificación Mundial 2014 | Brasil    | Clasificado | 2.ª      | 12       | 1     |
| Clasificación Mundial 2018 | Rusia     | Clasificado | 2.ª      | 6        | 0     |

## Estadísticas

### Clubes
Actualizado al último partido jugado el 2 de diciembre de 2021.
| A. D. Carmelita · Costa Rica |               |               |     |    |   |   |    |     |     |    |
| 1.ª | 1999-00       | 3             | 0   | —  | — | — | —  | 3   | 0   |    |
| 1.ª | 2000-01       | 10            | 0   | —  | — | — | —  | 10  | 0   |    |
| 1.ª | 2001-02       | 40            | 4   | —  | — | — | —  | 40  | 4   |    |
| 1.ª | 2002-03       | 29            | 1   | —  | — | — | —  | 29  | 1   |    |
| Total club | Total club    | 82            | 5   | —  | — | — | —  | 82  | 5   |    |
| C. S. Herediano · Costa Rica |               |               |     |    |   |   |    |     |     |    |
| 1.ª | 2003-04       | 31            | 1   | —  | — | — | —  | 31  | 1   |    |
| 1.ª | 2004          | 16            | 2   | —  | — | 3 | 1  | 19  | 3   |    |
| Total club | Total club    | 47            | 3   | —  | — | 3 | 1  | 50  | 4   |    |
| Los Angeles Galaxy Estados Unidos |               |               |     |    |   |   |    |     |     |    |
| 1.ª | 2005          | 14            | 0   | 1  | 0 | — | —  | 15  | 0   |    |
| Total club | Total club    | 14            | 0   | 1  | 0 | — | —  | 15  | 0   |    |
| C. S. Herediano Costa Rica |               |               |     |    |   |   |    |     |     |    |
| 1.ª | 2006          | 2             | 0   | —  | — | — | —  | 2   | 0   |    |
| Total club | Total club    | 2             | 0   | —  | — | — | —  | 2   | 0   |    |
| Brujas F. C. · Costa Rica |               |               |     |    |   |   |    |     |     |    |
| 1.ª | 2006          | 11            | 1   | —  | — | — | —  | 11  | 1   |    |
| Total club | Total club    | 11            | 1   | —  | — | — | —  | 11  | 1   |    |
| C. S. Herediano · Costa Rica |               |               |     |    |   |   |    |     |     |    |
| 1.ª | 2006-07       | 36            | 0   | —  | — | — | —  | 36  | 0   |    |
| Total club | Total club    | 36            | 0   | —  | — | — | —  | 36  | 0   |    |
| Liberia Mía · Costa Rica |               |               |     |    |   |   |    |     |     |    |
| 1.ª | 2007-08       | 29            | 1   | —  | — | — | —  | 29  | 1   |    |
| 1.ª | 2008-09       | 34            | 3   | —  | — | — | —  | 34  | 3   |    |
| 1.ª | 2009-10       | 13            | 1   | —  | — | 2 | 1  | 15  | 2   |    |
| Total club | Total club    | 76            | 5   | —  | — | 2 | 1  | 78  | 6   |    |
| Chivas USA Estados Unidos |               |               |     |    |   |   |    |     |     |    |
| 1.ª | 2010          | 28            | 0   | 3  | 0 | — | —  | 31  | 0   |    |
| 1.ª | 2011          | 22            | 1   | —  | — | — | —  | 22  | 1   |    |
| Total club | Total club    | 50            | 1   | 3  | 0 | — | —  | 53  | 1   |    |
| Comunicaciones F. C. · Guatemala |               |               |     |    |   |   |    |     |     |    |
| 1.ª | 2012          | 20            | 2   | —  | — | — | —  | 20  | 2   |    |
| 1.ª | 2012-13       | 26            | 1   | —  | — | — | —  | 26  | 1   |    |
| Total club | Total club    | 46            | 3   | —  | — | — | —  | 46  | 3   |    |
| Deportivo Saprissa Costa Rica |               |               |     |    |   |   |    |     |     |    |
| 1.ª | 2013          | 14            | 2   | —  | — | — | —  | 14  | 2   |    |
| 1.ª | 2013-14       | 37            | 2   | 0  | 0 | — | —  | 37  | 2   |    |
| Total club | Total club    | 51            | 4   | 0  | 0 | — | —  | 51  | 4   |    |
| Persépolis F. C. Irán |               |               |     |    |   |   |    |     |     |    |
| 1.ª | 2014-15       | 24            | 0   | 2  | 0 | 8 | 0  | 34  | 0   |    |
| 1.ª | 2015-16       | 15            | 0   | 1  | 0 | — | —  | 16  | 0   |    |
| Total club | Total club    | 39            | 0   | 3  | 0 | 8 | 0  | 50  | 0   |    |
| Municipal Liberia · Costa Rica |               |               |     |    |   |   |    |     |     |    |
| 1.ª | 2016          | 5             | 0   | —  | — | — | —  | 5   | 0   |    |
| Total club | Total club    | 5             | 0   | —  | — | — | —  | 5   | 0   |    |
| L. D. Alajuelense · Costa Rica |               |               |     |    |   |   |    |     |     |    |
| 1.ª | 2016-17       | 31            | 3   | —  | — | — | —  | 31  | 3   |    |
| Total club | Total club    | 31            | 3   | —  | — | — | —  | 31  | 3   |    |
| C. S. Cartaginés Costa Rica |               |               |     |    |   |   |    |     |     |    |
| 1.ª | 2017          | 3             | 0   | —  | — | — | —  | 3   | 0   |    |
| Total club | Total club    | 3             | 0   | —  | — | — | —  | 3   | 0   |    |
| F. C. Pars Jonoubi Jam Irán |               |               |     |    |   |   |    |     |     |    |
| 1.ª | 2017          | 7             | 1   | 0  | 0 | — | —  | 7   | 1   |    |
| Total club | Total club    | 7             | 1   | 0  | 0 | — | —  | 7   | 1   |    |
| C. S. Cartaginés Costa Rica |               |               |     |    |   |   |    |     |     |    |
| 1.ª | 2018          | 16            | 0   | —  | — | — | —  | 16  | 0   |    |
| Total club | Total club    | 16            | 0   | —  | — | — | —  | 16  | 0   |    |
| Comunicaciones F. C. · Guatemala |               |               |     |    |   |   |    |     |     |    |
| 1.ª | 2018-19       | 48            | 0   | 0  | 0 | — | —  | 48  | 0   |    |
| 1.ª | 2019-20       | 30            | 2   | —  | — | 8 | 0  | 38  | 2   |    |
| 1.ª | 2020-21       | 30            | 2   | —  | — | 1 | 0  | 31  | 2   |    |
| Total club | Total club    | 108           | 4   | 0  | 0 | 9 | 0  | 117 | 4   |    |
| Santos de Guápiles · Costa Rica |               |               |     |    |   |   |    |     |     |    |
| 1.ª | 2021          | 11            | 0   | —  | — | 2 | 0  | 13  | 0   |    |
| Total club | Total club    | 11            | 0   | —  | — | 2 | 0  | 13  | 0   |    |
| Total carrera | Total carrera | Total carrera | 635 | 30 | 7 | 0 | 24 | 2   | 666 | 32 |
| (1) Incluye datos de la U. S. Open Cup (2005-10) / Torneo de Copa (2013) / Copa Hazfi (2014-17) / Copa de Guatemala (2018). (2) Incluye datos de la Copa Interclubes UNCAF (2004) / Liga de Campeones de la Concacaf (2009-20) / Liga de Campeones de la AFC (2015) / Liga Concacaf (2019-20). (3) No incluye goles en partidos amistosos. |               |               |     |    |   |   |    |     |     |    |

### Selección
Actualizado al último partido jugado el 10 de octubre de 2017.
| Costa Rica |                 |    |   |    |   |   |   |    |    |     |   |
| 2004 | 0               | 0  | 0 | 0  | — | — | 1 | 0  | 1  | 0   |   |
| 2005 | 8               | 0  | 4 | 0  | — | — | 3 | 0  | 15 | 0   |   |
| 2006 | —               | —  | — | —  | 3 | 0 | 3 | 0  | 6  | 0   |   |
| 2007 | 3               | 0  | — | —  | — | — | 4 | 0  | 7  | 0   |   |
| 2008 | —               | —  | 0 | 0  | — | — | 1 | 0  | 1  | 0   |   |
| 2009 | 3               | 0  | 9 | 0  | — | — | 1 | 0  | 13 | 0   |   |
| 2010 | —               | —  | — | —  | — | — | 2 | 0  | 2  | 0   |   |
| 2011 | —               | —  | — | —  | — | — | 7 | 0  | 7  | 0   |   |
| 2012 | —               | —  | 3 | 0  | — | — | 4 | 0  | 7  | 0   |   |
| 2013 | 7               | 0  | 9 | 1  | — | — | 2 | 0  | 18 | 1   |   |
| 2014 | —               | —  | — | —  | 4 | 0 | 6 | 0  | 10 | 0   |   |
| 2015 | 1               | 0  | — | —  | — | — | 4 | 0  | 5  | 0   |   |
| 2016 | 0               | 0  | 2 | 0  | — | — | 0 | 0  | 2  | 0   |   |
| 2017 | 5               | 0  | 4 | 0  | — | — | — | —  | 9  | 0   |   |
| Total selección | Total selección | 27 | 0 | 31 | 1 | 7 | 0 | 38 | 0  | 103 | 1 |
| (1) Incluye datos de la Copa América (2004-16) Copa UNCAF / Centroamericana (2005-17) / Copa Oro de la Concacaf (2005-17). (2) Incluye datos de la Eliminatoria de Concacaf para la Copa Mundial (2004-17). (3) Incluye datos de la Copa Mundial (2006-14). |                 |    |   |    |   |   |   |    |    |     |   |

#### Goles internacionales
| Núm. | Fecha               | Lugar                                  | Rival   | Gol | Resultado | Competición                  |
| ---- | ------------------- | -------------------------------------- | ------- | --- | --------- | ---------------------------- |
| 1    | 26 de marzo de 2013 | Estadio Nacional, San José, Costa Rica | Jamaica | 1-0 | 2-0       | Eliminatoria al Mundial 2014 |

## Palmarés

### Títulos nacionales
| Título                         | Club                 | País           | Año  |
| ------------------------------ | -------------------- | -------------- | ---- |
| U. S. Open Cup                 | Los Angeles Galaxy   | Estados Unidos | 2005 |
| MLS Cup                        | Los Angeles Galaxy   | Estados Unidos | 2005 |
| Primera División de Costa Rica | Liberia Mía          | Costa Rica     | 2009 |
| Liga Nacional de Guatemala     | Comunicaciones F. C. | Guatemala      | 2012 |
| Torneo de Copa de Costa Rica   | Deportivo Saprissa   | Costa Rica     | 2013 |
| Primera División de Costa Rica | Deportivo Saprissa   | Costa Rica     | 2014 |

### Títulos internacionales
| Título                 | Club                    | Sede        | Año  |
| ---------------------- | ----------------------- | ----------- | ---- |
| Copa de Naciones UNCAF | Selección de Costa Rica | Guatemala   | 2005 |
| Copa de Naciones UNCAF | Selección de Costa Rica | El Salvador | 2007 |
| Copa Centroamericana   | Selección de Costa Rica | Costa Rica  | 2013 |

### Distinciones individuales
| Distinción                                                                         | Año  |
| ---------------------------------------------------------------------------------- | ---- |
| Incluido en el Once ideal de las Eliminatorias Rusia 2018 Cuarta Ronda (Jornada 5) | 2016 |

## Condecoraciones
| Distinción                                    | Año  |
| --------------------------------------------- | ---- |
| Ciudadano distinguido del cantón de Santa Ana | 2014 |